# Mordviense Autonome Socialistische Sovjetrepubliek
De Mordviense Autonome Socialistische Sovjetrepubliek (Russisch: Мордовская Автономная Социалистическая Советская Республика of Mordviense ASSR (Russisch: Мордовская АССР) was een Autonome socialistische sovjetrepubliek van de Sovjet-Unie.
De Marische Autonome Socialistische Sovjetrepubliek ontstond op 20 december 1934 uit de Moridovsche Autonome Oblast. Op 22 december 1990 ging de Komische Autonome Socialistische Sovjetrepubliek op in de autonome republiek Mordovië.